# 日本犬

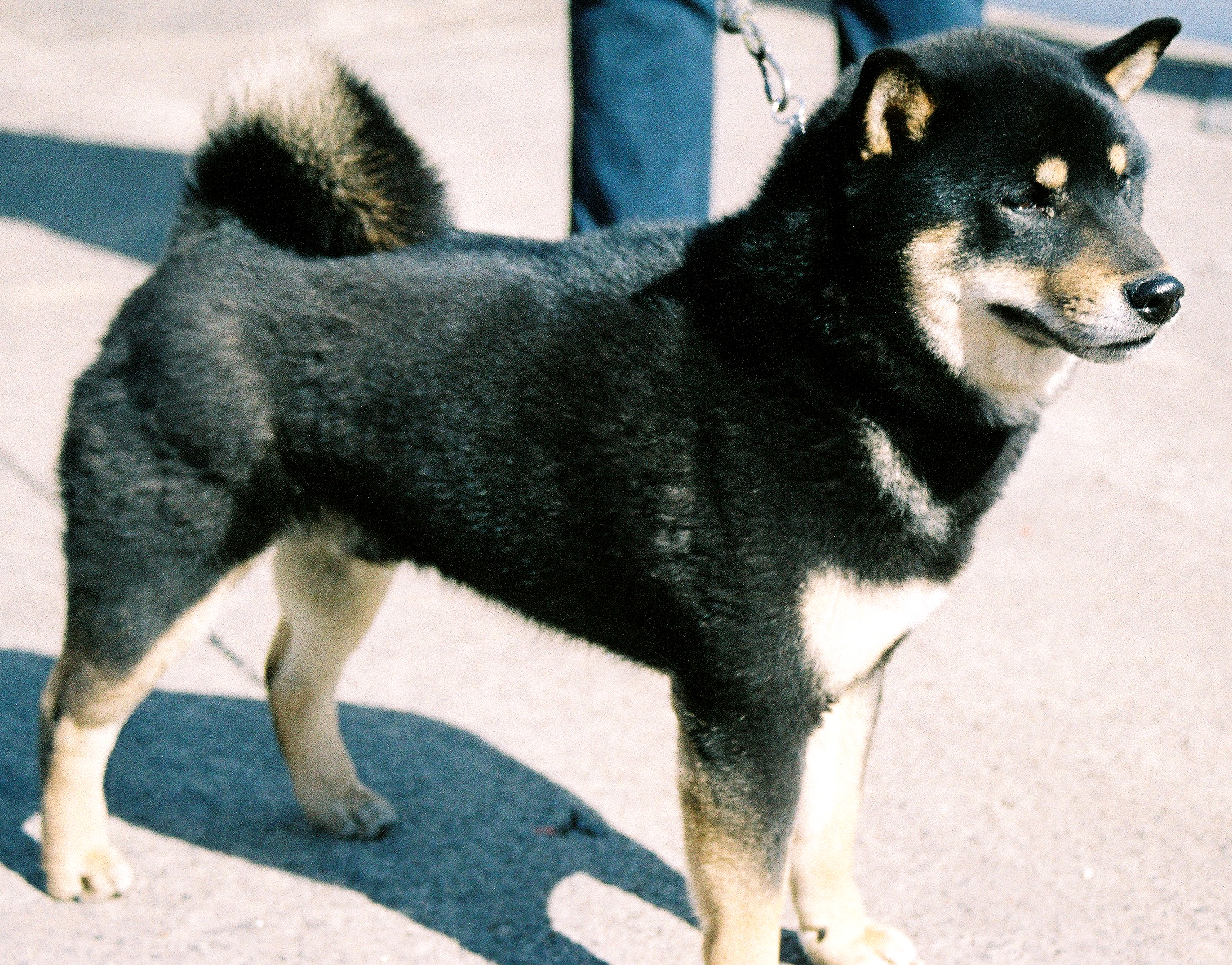
柴犬

日本犬（にほんけん、にほんいぬ）は、古くから日本に住んでいる犬の総称である。

## 特徴
- 温暖湿潤気候に適応しており、寒さにも暑さにも強い。ただし、北海道犬、秋田犬には高温への耐性が弱い個体も多い。
- 狩猟犬として山野を駆け回り、人間と協力して野生鳥獣の狩猟およびそれに伴う諸作業に従事してきた犬たちであり、高い身体能力を誇る。
- 素朴・忠実・勇敢といった性質が日本犬らしいとされ、日本犬が国内外の愛好者たちに愛されてきた理由も、そのような特質に負うところが大きい。
- 体、肢、吻は、がっしりとしている。日本犬の体型は、数千年前の犬の姿とほとんど変わっておらず、犬そのものの原型を色濃く残していると言われる。

ピンとした三角の立ち耳、吻のとがったくさび形の頭部、クルリと巻いた巻き尾（または前方にのびて腰の上にかぶさる差し尾）などを特徴とする。
- 主人には非常に忠実だが、よそ者には警戒心をみせてなれなれしくしないため番犬に最適である。ただし個体差があり、特に柴犬には愛玩犬向きの人懐っこい犬も少なくない。
- ヨーロッパの犬種ほど強い選択交配を受けていないため、外形・被毛の質などオオカミからそれほど遠ざかっていない。例えばほとんどの犬種のたいていの個体はトップコートの個々の毛に根本から毛先まで白から黒までのグラデーションがある。

## 日本犬の種類

### 国の天然記念物に指定されている日本犬種
日本犬という言葉が使われるときは、1934年（昭和9年）に日本犬保存会によって定められた基準である「日本犬標準」に名前の挙げられている6つの在来犬種を特に指すことが多い。6犬種は大型・中型・小型の3つの型に分類される。1931年（昭和6年）から1937年（昭和12年）にかけて、各犬種が順次、文部省によって天然記念物に指定されたが、太平洋戦争後、その管理は都道府県教育委員会に委ねられた。
| 犬種                       | 主な原産市域     | 型   | 天然記念物への指定年月日   | 備考                   |
| -------------------------- | ---------------- | ---- | -------------------------- | ---------------------- |
| 純血種が現存している日本犬 |                  |      |                            |                        |
| 秋田犬                     | 秋田県           | 大型 | 1931年（昭和6年）7月31日   | [ 5 ]                  |
| 甲斐犬                     | 山梨県           | 中型 | 1934年（昭和9年）1月22日   | [ 6 ]                  |
| 紀州犬                     | 三重県・和歌山県 | 中型 | 1934年（昭和9年）5月1日    | [ 7 ]                  |
| 柴犬                       | 日本             | 小型 | 1936年（昭和11年）12月16日 | [ 8 ]                  |
| 四国犬                     | 四国地方         | 中型 | 1937年（昭和12年）6月15日  | [ 9 ]                  |
| 北海道犬                   | 北海道           | 中型 | 1937年（昭和12年）12月21日 | [ 10 ]                 |
| 純血種が途絶えた日本犬     |                  |      |                            |                        |
| 越の犬                     | 北陸地方         | 中型 | 1934年（昭和9年）12月28日  | [ 注 1 ] [ 11 ] [ 12 ] |

特定の地域のみに以前から生息する犬を「地犬（じいぬ）」と言うが、天然記念物に指定された7犬種のほかにも、かつては各地に数多くの地犬が存在した。

### 県の天然記念物に指定されている日本犬種
- 川上犬（長野県）は、信州系の柴犬である信州柴の1種だが、国の天然記念物に指定されている柴犬とは別に、1983年（昭和58年）に長野県の天然記念物に指定されており、地元で独自に保存活動が続けられている。
- 琉球犬（沖縄県）は、縄文時代以来の古い犬の形質を残すとされており、1995年（平成7年）に沖縄県の天然記念物に指定されている。

### その他の現存している日本犬種
- 岩手犬（岩手県）は、純血種の個体の存在が確認されているが、すでに保存は難しいとされる。
- 十石犬（群馬県・長野県）については、戻し交配による再作出の試みがなされている。
- 梓山犬（長野県）は、頭数増加と固定化の努力がなされている。
- 美濃柴犬（美濃犬、飛騨柴とも。岐阜県）は頭数回復、固定化の努力が続けられている。
- 三河犬（愛知県）は、個体数が著しく少なく、絶滅寸前とされている。
- 山陰柴犬（鳥取県・島根県）は美濃柴犬同様に頭数回復、固定化の努力が続けられている。
- 海部犬（徳島県）は、徳島市の猟師に飼われている。
- 羽根犬（高知県）も、純血種の個体は絶え、現在は羽根系と呼ばれる改良種が流通している。
- 肥後狼犬（熊本県）にも保存会があるが、会員の高齢化という問題に悩まされている。
- 日向奥古新田犬（宮崎県）は、多くが雑種化して、純血種は少ない。
- 屋久島犬（鹿児島県）は、すでに純血種の個体は存在せず、純血種に近い犬も存在するが、他犬種を掛け合わせたものも「屋久島犬」として販売されているという。
- 大東犬（沖縄県）は、南大東島で確認された純血種の個体はいずれもオスであったが、島外で純血種の繁殖が行われている[13]。

### 絶滅した日本犬種
- 津軽犬（青森県）は、純津軽犬は秋田犬と同系であり、明治時代中期までいたが絶えた。
- 高安犬（山形県）は、日本犬保存会の調査の時点で保存が困難で、そのまま絶滅した。
- 会津犬（福島県）は、日清戦争後には檜枝俣付近に僅かにいるほどで、その後に絶滅したと見られる。
- 赤城犬（群馬県）については、正系のものが1932年（昭和7年）に絶滅。その後、信州柴犬系のものも絶滅している。
- 黒坂石犬（群馬県）は、開発による狩猟鳥獣の減少により、日清戦争前後に絶滅した。
- 天城犬（静岡県）は、他犬種との交雑により、明治末に絶滅。
- 石州犬（島根県・山口県）は、乱繁殖や犬ジステンパーなどで1965年頃に絶滅。
- 阿波犬（徳島県）は、昭和初期に絶滅したようである。
- 小郡犬（福岡県）については、1950年代には既に見られなかった。
- 椎葉犬（宮崎県）は、他犬種との交雑により明治に絶滅。
- 甑山犬（鹿児島県）は、混血によって純粋なもの1965年頃に絶滅。雑種化した犬も開発によって姿を消している。
- 薩摩犬（鹿児島県）は、地元の保存会で保存・固定化の努力がなされていたが、保存会の活動が頓挫して2010年前後に絶滅した。
- 根利犬（群馬県）
- 山陽犬（岡山県・広島県・山口県）
- 因幡犬（鳥取県）
- 秩父犬、秩父狼犬（埼玉県）
- 仙台犬、越路犬（宮城県）
- 戸隠犬、保科犬（長野県）
- 綾地犬、山仮屋犬（大分県・宮崎県）
- 越後柴犬（新潟県）
- 加州犬（石川県）
- 熊野犬（三重県・和歌山県）
- 熊野狼犬（奈良県・和歌山県）
- 壱岐犬（長崎県）
- 日向犬（宮崎県）
- 奄美犬（鹿児島県）

これらの中にも、雑種化した犬の戻し交配による再作出・固定化という道が残されているものが存在するかもしれない。

## 広義の「日本犬」
広義の「日本犬」には、外来の犬種を元にしたり交配したりして作られた日本原産の犬種も含まれる。
| 犬種               | 原産国 | 型     | 起源                                                                                             | 備考   |
| ------------------ | ------ | ------ | ------------------------------------------------------------------------------------------------ | ------ |
| 狆                 | 日本   | 小型   | 中国から朝鮮を経て日本に渡来した、チベットの小型犬が起源。                                       | [ 14 ] |
| 土佐闘犬           | 日本   | 大型   | 四国犬が起源で、闘犬用に大型洋犬と交配改良して誕生。                                             | [ 15 ] |
| 日本テリア         | 日本   | 中型   | オランダから長崎県に渡来した、スムース・フォックステリアが起源。                                 | [ 16 ] |
| 日本スピッツ       | 日本   | 中型   | シベリア大陸から日本に渡来した、ジャーマン・スピッツが起源。                                     | [ 17 ] |
| アメリカン・アキタ | 日本   | 超大型 | 秋田犬を第二次世界大戦後に進駐したアメリカ軍の軍人たちが飼い、後にアメリカへ連れ帰ったのが起源。 | [ 18 ] |

これら広義の日本犬と区別して、純粋な日本犬を、特に「和犬」と呼ぶこともある。

## 保存小史
明治から昭和初期にかけて、洋犬の移入や交通の発展によって雑化の進んだ時期は、日本犬絶滅の危機であった。明治以来、舶来万能の風潮によって、輸入された洋犬による日本犬の雑種化が、全国で意図的に行われた。そのため、大正末期までには、純粋な日本犬は、特に都市部ではほとんど姿を消してしまった。
当時内務省にあった史跡名勝天然記念物保存協会とともに、この現状に危機感を抱いた斎藤弘吉は、日本犬の復興を呼びかけ、1928年（昭和3年）6月に日本犬保存会を創立して、保存運動を展開した。1931年（昭和6年）から1937年（昭和12年）にかけての天然記念物指定が、この運動の追い風となった（国粋的な物を尊ぶ当時の時流がもう一つの追い風となったが、保存されたのは猟犬だけだった）。
また、物資の不足から犬の撲殺・毛皮の供出が求められた太平洋戦争末期は、日本犬にとって第2の受難の時期であったが、有志の情熱と努力によって、日本犬の血は絶えることなく継承された。

## 飼育数
日本で1年間に血統登録される50万頭超の純粋犬のうち、日本犬の占める割合は10 %強で、5万5000頭ほどである。6犬種の中では、柴犬の飼育頭数が圧倒的に多く、日本犬中の約80 %を占めると言われる。紀州犬と四国犬がこれに次ぐ。